# استر رادا
استر رادا (به عبری: אסתר רָדָא) همچنین (به انگلیسی :Ester Rada)، (متولد ۷ مارس ۱۹۸۵) بازیگر و خواننده اسرائیلی با اصالت فلاشا می‌باشد.
رادا در قریة اربع، اسرائیل، در یک خانواده مذهبی اتیوپی-یهودی متولد شد. والدین وی، اصالتاً از یک روستای نزدیک گوندار بودند، که در طی عملیات موسی، در سال ۱۹۸۴، توسط اسرائیل از یک اردوگاه پناهجویان در سودان نجات یافتند. او در خانه به زبان آمهری و در مدرسه با عبری بزرگ شد. پدر وی در جامعه اتیوپی در قریة اربع به عنوان یک روحانی شناخته می‌شد. در کودکی پدر و مادرش از هم طلاق گرفتند، او در سال ۱۹۹۶، وقتی که ۱۱ ساله بود، با مادر و برادر بزرگتر خود به نتانیا نقل مکان کرد. او این [مهاجرت] را نقطه عطفی در زندگی خود می‌داند. چرا که رادا در این محل جدید که اکثریت آنها از یهودیان اهل اتیوپی بودند، شروع به تعامل با اولیم‌های فرانسوی که با فانک و رپ آشنایی داشتند، کرد.

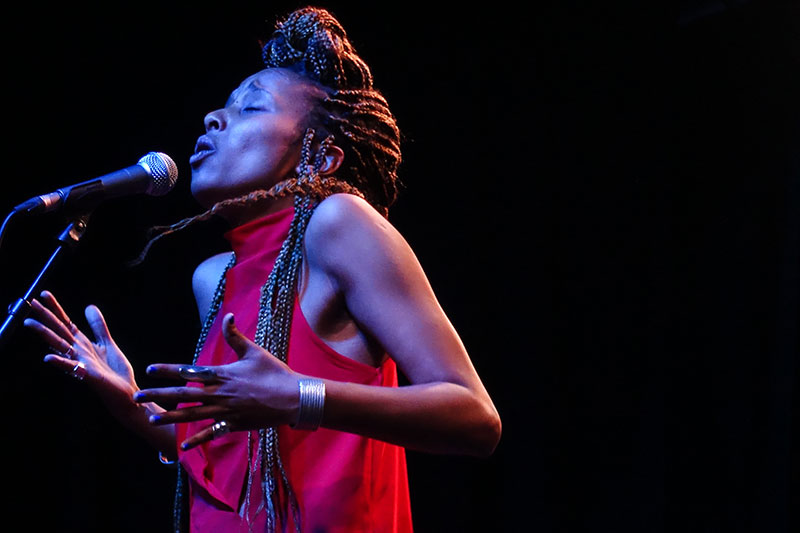
اجرای رادا در جشنواره موسیقی جاز دانمارک، ۲۰۱۶

## ترانه‌شناسی

### آلبوم‌های استودیویی
- استر رادا (۲۰۱۴)
- چشمان متفاوت (۲۰۱۷)
- چیزد (۲۰۲۰)

### ئی پی‌ها
- زندگی در جریان است (۲۰۱۳)
- ای کاش  (۲۰۱۵)
- بانو (۲۰۱۹)

## نامزدی و جوایز
| مراسم                          | بخش                   | نامزد      | نتایج    |
| ------------------------------ | --------------------- | ---------- | -------- |
| ۲۰۱۳ جوایز موسیقی ام‌تی‌وی اروپا | بهترین اجرای اسرائیلی | The Ultras | نامزدشده |